# Viișoara, Bistrița-Năsăud
Viișoara, mai demult Beșineu, (în germană Heidendorf, în dialectul săsesc Heendref, Hendraf, Hěndref, în maghiară Besenyő) este o localitate componentă a municipiului Bistrița din județul Bistrița-Năsăud, Transilvania, România.

## Monumente
- Biserica „Sfântul Ierarh Nicolae” din Viișoara, monument istoric din secolul al XV-lea

## Imagini

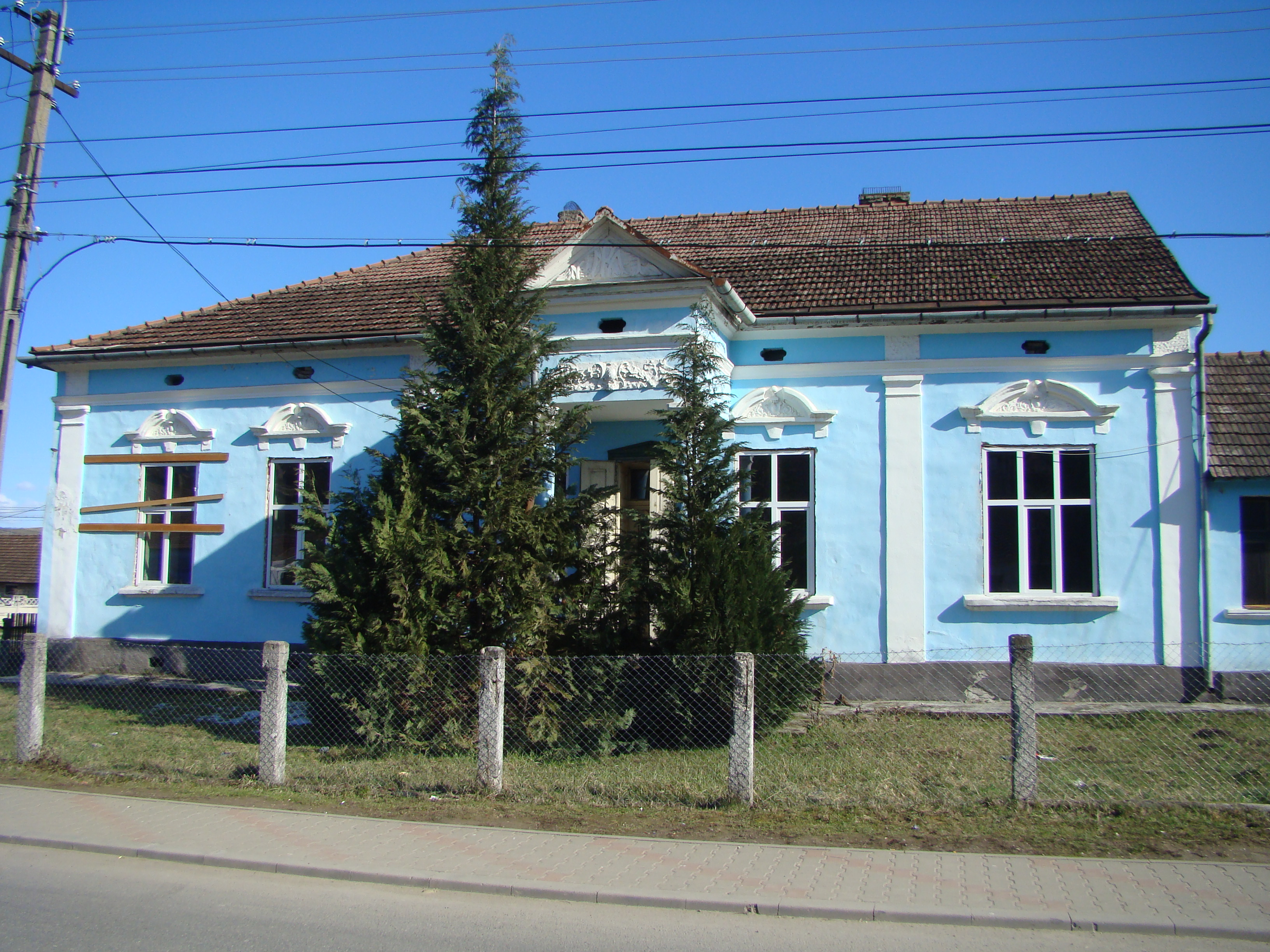
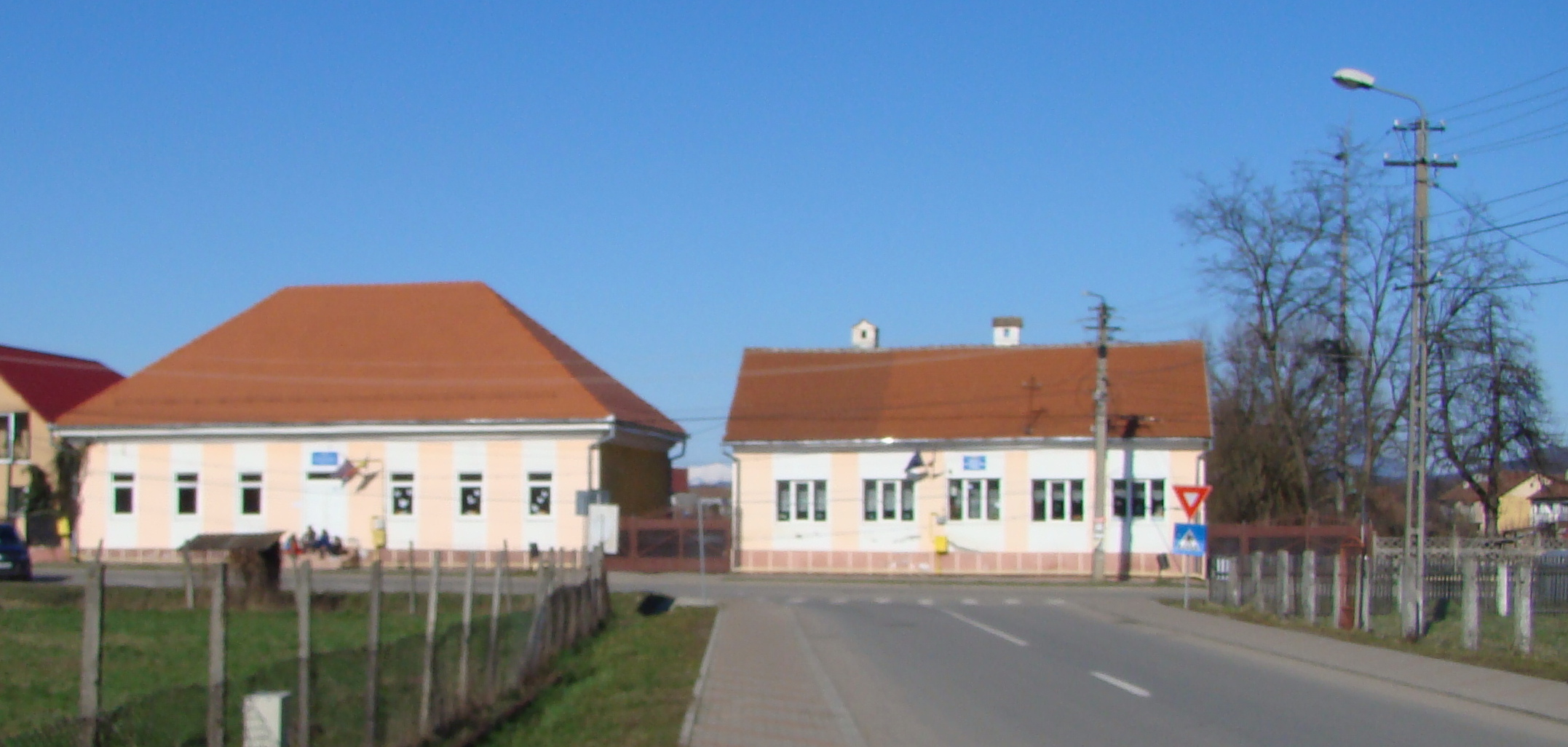
Şcoala şi grădiniţa
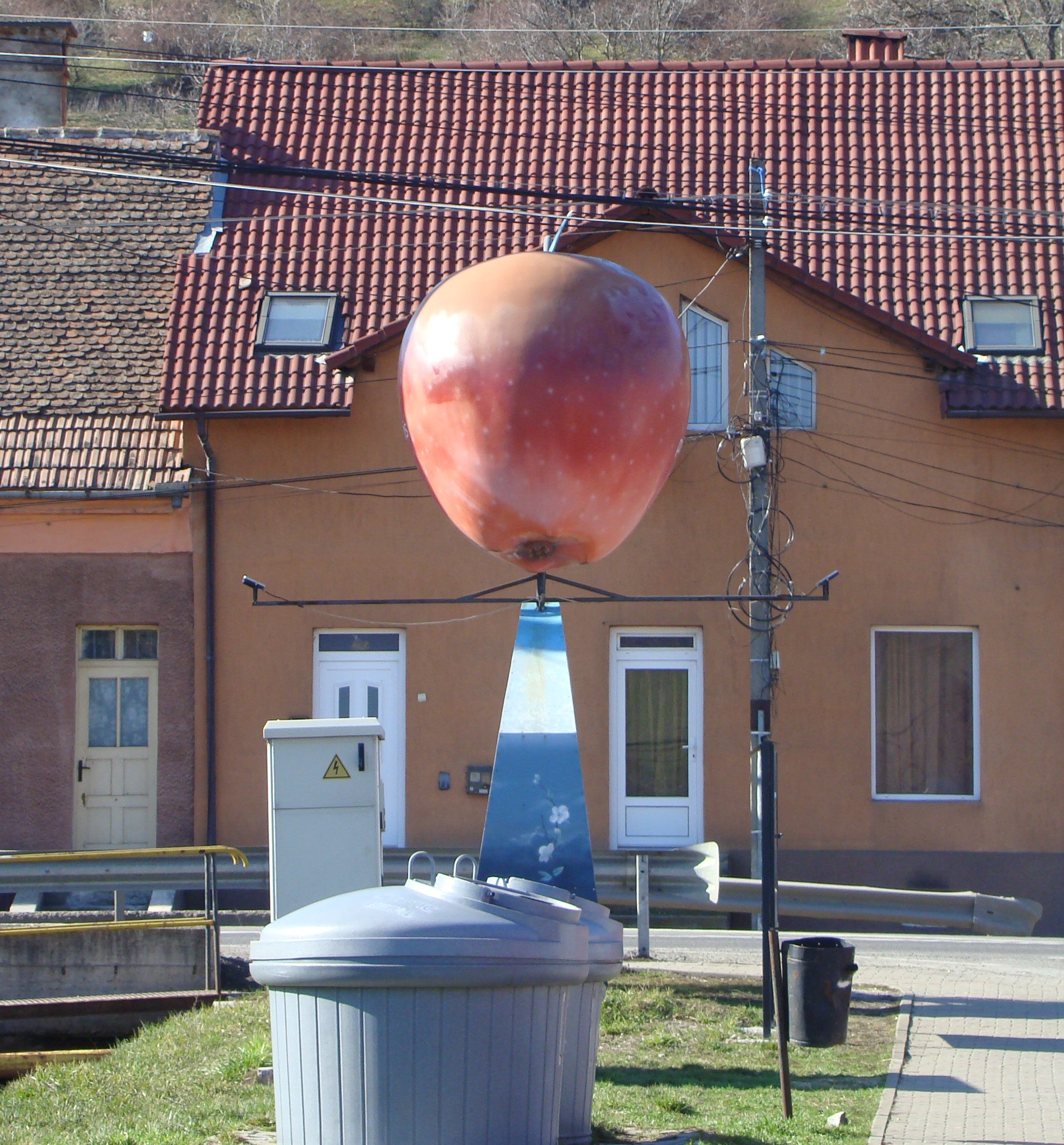
Simbolul fabricii din Viişoara aparţinând companiei Pombis SA, care produce sucul de mere Alma
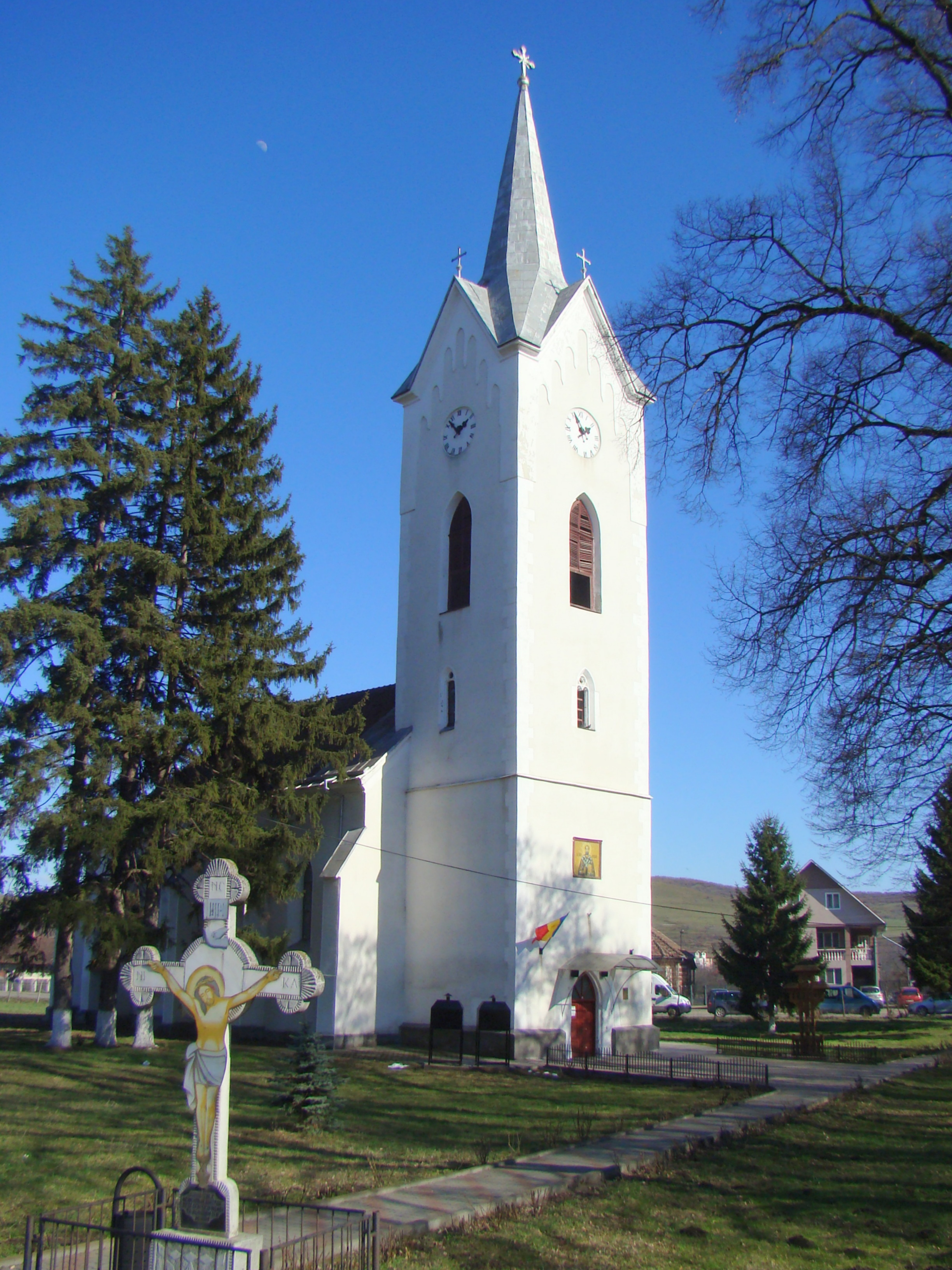
Biserica evanghelică C.A., azi biserica ortodoxă „Sfântul Ierarh Nicolae”, monument istoric de importanţă naţională